# Semi metalls
|  | Aquest article tracta sobre el tipus de sòlid en funció de la seva conductivitat. Si cerqueu el grup d'elements de la taula periòdica (metal·loides), vegeu «semimetall». |

Farciment dels estats electrònics en diversos tipus de materials en equilibri. Aquí, l'alçada és l'energia mentre que l'amplada és la densitat dels estats disponibles per a una determinada energia del material enumerat. L'ombra segueix la distribució Fermi-Dirac (negre: tots els estats plens, blanc: cap estat ple). En metalls i semimetalls, el nivell de Fermi EF es troba dins d'almenys una banda.

Aquest diagrama il·lustra un semiconductor directe (A), un semiconductor indirecte (B) i un semimetall (C).

Un semimetall és un material amb una superposició molt petita entre la part inferior de la banda de conducció i la part superior de la banda de valència. Segons la teoria de bandes electròniques, els sòlids es poden classificar com aïllants, semiconductors, semimetalls o metalls. En aïllants i semiconductors, la banda de valència plena està separada d'una banda de conducció buida per una banda buida. Per als aïllants, la magnitud de la banda buida és més gran (per exemple, > 4 eV) que la d'un semiconductor (per exemple, < 4 eV). A causa de la lleugera superposició entre les bandes de conducció i valència, els semimetalls no tenen banda intercalada i una densitat d'estats insignificant al nivell de Fermi. Un metall, per contra, té una densitat apreciable d'estats a nivell de Fermi perquè la banda de conducció està parcialment plena.
Els estats aïllants/semiconductors difereixen dels estats semimetàl·lics/metalls en la dependència de la temperatura de la seva conductivitat elèctrica. Amb un metall, la conductivitat disminueix amb l'augment de la temperatura (a causa de la creixent interacció dels electrons amb els fonons (vibracions de la xarxa)). Amb un aïllant o semiconductor (que té dos tipus de portadors de càrrega: forats i electrons), tant les mobilitats com les concentracions de portadors contribuiran a la conductivitat i aquests tenen diferents dependències de la temperatura. Finalment, s'observa que la conductivitat dels aïllants i semiconductors augmenta amb els augments inicials de la temperatura per sobre del zero absolut (a mesura que es desplacen més electrons a la banda de conducció), abans de disminuir amb temperatures intermèdies i després, una vegada més, augmentar amb temperatures encara més altes. L'estat semimetàl·lic és similar a l'estat metàl·lic però en els semimetalls tant els forats com els electrons contribueixen a la conducció elèctrica. Amb alguns semimetalls, com l'arsènic i l'antimoni, hi ha una densitat de portador independent de la temperatura per sota de la temperatura ambient (com en els metalls), mentre que, en el bismut, això és cert a temperatures molt baixes, però a temperatures més altes la densitat de portador augmenta amb la temperatura donant lloc a transició semimetall-semiconductor. Un semimetall també difereix d'un aïllant o semiconductor en què la conductivitat d'un semimetall sempre és diferent de zero, mentre que un semiconductor té una conductivitat zero a temperatura zero i els aïllants tenen una conductivitat zero fins i tot a temperatura ambient (a causa d'una banda buida més àmplia).
A diferència d'un metall normal, els semimetalls tenen portadors de càrrega d'ambdós tipus (forats i electrons), de manera que també es podria argumentar que s'han d'anomenar "metalls dobles" en lloc de semimetalls. Tanmateix, els portadors de càrrega solen aparèixer en nombres molt més petits que en un metall real. En aquest sentit, s'assemblen més als semiconductors degenerats. Això explica per què les propietats elèctriques dels semimetalls estan a mig camí entre les dels metalls i els semiconductors.